# فیرفیلد (کنتاکی)
فیرفیلد (به انگلیسی: Fairfield) شهری در ایالت کنتاکی کشور ایالات متحده آمریکا است که جمعیت آن در سرشماری سال ۲۰۱۰ میلادی، ۱۱۳ نفر بوده‌است.